# Guerre polono-suédoise (1600-1611)
La guerre polono-suédoise de 1600 à 1611 est la continuation de la lutte entre la Suède et la Pologne pour le contrôle de la Livonie et de l'Estonie, en même temps qu'un différend qui oppose Charles IX de Suède et Sigismond III de Pologne pour le trône de Suède.

## Sources
- (en) Cet article est partiellement ou en totalité issu de l’article de Wikipédia en anglais intitulé « Polish–Swedish War (1600–11) » (voir la liste des auteurs).